# Dutse
Dutse es una ciudad ubicada en el norte de Nigeria. Es la capital del estado de Jigawa y la sede de la Universidad Federal de Dutse, que abrió sus puertas en noviembre de 2011.
El Politécnico Federal Hussaini Adamu tiene su facultad de administración y gestión de empresas en Dutse.

## Geografía
Con una población estimada de 17.697 habitantes (2007), Dutse es la cuarta ciudad más grande del estado de Jigawa, después de Hadejia (111.000), Gumel (43.000) y Birnin Kudu (27.000).